# Corduente
Corduente è un comune spagnolo di 324 abitanti (2022) situato nella comunità autonoma di Castiglia-La Mancia.
Il comune comprende, oltre al capoluogo omonimo, i nuclei abitati di Aragoncillo, Canales de Molina, Cañizares, Castellote, Cuevas Labradas, Cuevas Minadas, Lebrancón, Santiuste, Teroleja, Terraza, Torete, Torrecilla del Pinar, Valsalobre e Ventosa.